# 파레드스

파레드스의 위치

파레드스(포르투갈어: Paredes)는 포르투갈 포르투 현에 위치한 도시로 면적은 156.76km2, 인구는 86,854명(2011년 기준), 인구 밀도는 550명/km2이다.

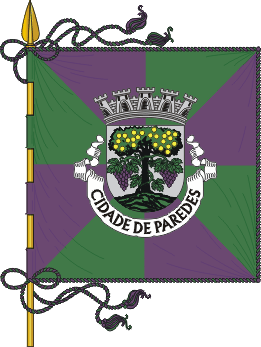
시기
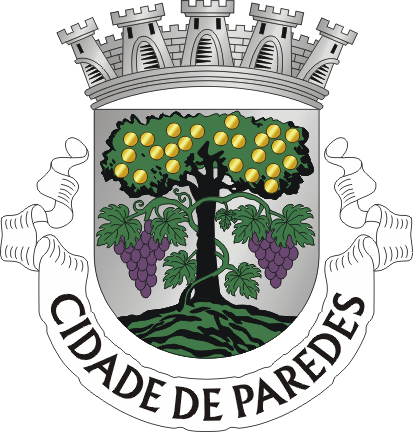
시 문장